# Call of Duty: Finest Hour
Call of Duty: Finest Hour är ett datorspel i förstapersonskjutargenren från 2004 till Playstation 2, Gamecube och Xbox. Spelet utvecklades av Spark Unlimited, och utgavs av Activision. Det är det tredje spelet i Call of Duty-serien.
Jämfört med andra Call of Duty-spel till PC har spelet en helt annorlunda handling och är en expansion till Call of Duty. Spelet har sex händelser och strider som bygger på verkliga händelser hos olika soldaters perspektiv, i det här fallet från USA, Storbritannien och Sovjetunionen.

## Kampanjer
Spelet delas in i tre kampanjer: en rysk, en brittisk och en amerikansk kampanj.

### Den ryska kampanjen
Spelet börjar med att man åker båt över floden Volga till staden Stalingrad. Där stormar man en bunker med sina soldater, halar ner den nazistiska flaggan och ersätter den med en sovjetisk flagga. Den största delen av denna kampanj utspelar sig i Stalingrad. Kampanjen slutar med att får åka stridsvagn, med den ska man anfalla en tysk flygplats och förinta den.

### Den brittiska kampanjen
I denna kampanj utspelar den sig i El-Alamein i Nordafrika. Kampanjen börjar med att man är i en by på natten och ska springa runt där och skjuta tyskar. Man når fram till en av tyskarnas antenner och förstör den. Efter det ska man spränga några laster med tunnor. Senare får man åka bil och då står man längst bak och skjuter med en kulspruta. Kampanjen slutar med att man är i något slags fort och rensar hela stället på tyskar.

### Den amerikanska kampanjen
I denna kampanj börjar det att man strider i den tyska staden Aachen och ska försvara en M-12:a, som ska användas till att förstöra stora hus i staden som till exempel teatern. Senare får man köra en M4 Sherman-stridsvagn. Kampanjen slutar med att man tar över den sista bron över floden Rhen som leder in i Remagen, Tyskland, så att amerikanska stridsvagnar kan köra in i landet.

## Karaktärer
Det finns totalt 6 spelbara karaktärer i spelet.
- Korpral Aleksandr Sokolov är den första spelbara huvudpersonen och en av de tre ryska karaktärerna i spelet.
- Löjtnant Tanya Pavelovna är en kvinnlig rysk prickskytt. Hon stöter efteråt på Sokolov, och hon tar på sig rollen som den andra spelkaraktären under den ryska kampanjen.
- Löjtnant (senare major) Nikolai Badanov är en rysk anförare för en stridsvagnsgrupp som stöter efteråt på Sokolov och Pavelovna. Med deras hjälp säkrar han en T34 stridsvagn. Badanov är den tredje och sista spelkaraktären av den ryska kampanjen.
- Edward Carlyle är en brittisk kommandosoldat som tjänstgör i Nordafrika. Han är ansvarig för demolering och är den enda brittiska spelkaraktären under den brittiska kampanjen.
- Sergeant (senare löjtnant) Chuck Walker tillhör USA:s armés 1:a infanteridivision och har erfarenhet från D-dagen. Hans trupp har fått i uppdrag att rensa det tyska försvaret från Aachen, till den sista bron över floden Rhen vid Remagen.
- Sergeant Sam Rivers är en amerikansk stridsvagnschef. Han är en spelbar karaktär i ett uppdrag. Han framträder senare på nytt i uppdraget vid Remagen, men inte som en spelbar karaktär.